# Bonifacio Angius
Bonifacio Angius (Sassari, 12 giugno 1982) è un regista, sceneggiatore, attore e produttore cinematografico italiano.

## Biografia
Bonifacio Angius è nato a Sassari il 12 giugno 1982; è un regista, sceneggiatore e attore cinematografico.
Nel 2011 realizza SaGràscia, film autoprodotto.
Dal 2013, Bonifacio Angius è amministratore della società di produzione cinematografica Il Monello Film Il suo primo lungometraggio è Perfidia (2014), di cui è anche produttore: presentato come unico film italiano in concorso alla 67ª edizione del Locarno Film Festival, si è aggiudicato il premio della giuria dei giovani critici. Perfidia, il cui copione è stato finalista al premio Solinas, ha partecipato, tra gli altri, in selezione ufficiale al festival di Montréal, Amburgo e .
Dopo il cortometraggio Domenica,, il suo secondo lungometraggio è Ovunque proteggimi, presentato alla 56ª edizione del Torino film festival e che gli vale la candidatura al  Nastro d'argento per il migliore soggetto e la candidatura al Globo d'oro per l'attrice protagonista Francesca Niedda, la prima sarda ad entrare nella terna delle migliori attrici dell'anno.
Nel 2019 realizza il cortometraggio dal titolo Destino di cui è regista, produttore e attore protagonista. Destino è stato presentato alla Mostra internazionale d'arte cinematografica di Venezia come evento speciale Sic@Sic della 34ª Settimana internazionale della critica. 
Nel 2020 ha coprodotto e cosceneggiato Ananda, un docufilm di Stefano Deffenu, presentato in anteprima europea al Karlovy Vary International Film Festival.
Nel 2021 ha realizzato I giganti, di cui è regista, sceneggiatore, direttore della fotografia, attore coprotagonista, montatore e produttore, presentato in anteprima mondiale il 10 agosto 2021 come unico film italiano in gara nel Concorso Internazionale alla 74ª edizione del Locarno Film Festival. "I giganti" ha vinto il premio come miglior regia al festival Annecy cinema italien 2021. Nello stesso anno I Giganti ha ricevuto il premio Film della Critica e il Premio Elio Petri 2021.

## Filmografia

### Regista
- Ultimo giorno d'estate - cortometraggio (2005)
- IN SA 'IA - cortometraggio (2006)
- SaGràscia - cortometraggio (2011)
- Perfidia (2014)
- Domenica - cortometraggio (2016)
- Ovunque proteggimi (2018)
- Destino - cortometraggio (2019)
- I giganti (2021)

### Sceneggiatore
- Ultimo giorno d'estate - cortometraggio (2005)
- IN SA 'IA - cortometraggio (2006)
- SaGràscia - cortometraggio (2011)
- Perfidia (2014)
- Domenica - cortometraggio (2016)
- Ovunque proteggimi (2018)
- Destino - cortometraggio (2019)
- Ananda (2020)
- I giganti (2021)

### Attore
- Destino - cortometraggio (2019)
- I giganti (2021)

### Produttore
- SaGràscia - cortometraggio (2011)
- Perfidia (2014)
- Destino - cortometraggio (2019)
- Ananda, regia di Stefano Deffenu (2020)
- I giganti (2021)

## Premi e riconoscimenti
- 2022 - Ciak d'oro[37][38]
  - Candidatura a migliore regista per I giganti